# Jüdischer Friedhof (Somotor)
Koordinaten: 48° 24′ 22,1″ N, 21° 48′ 30,5″ O

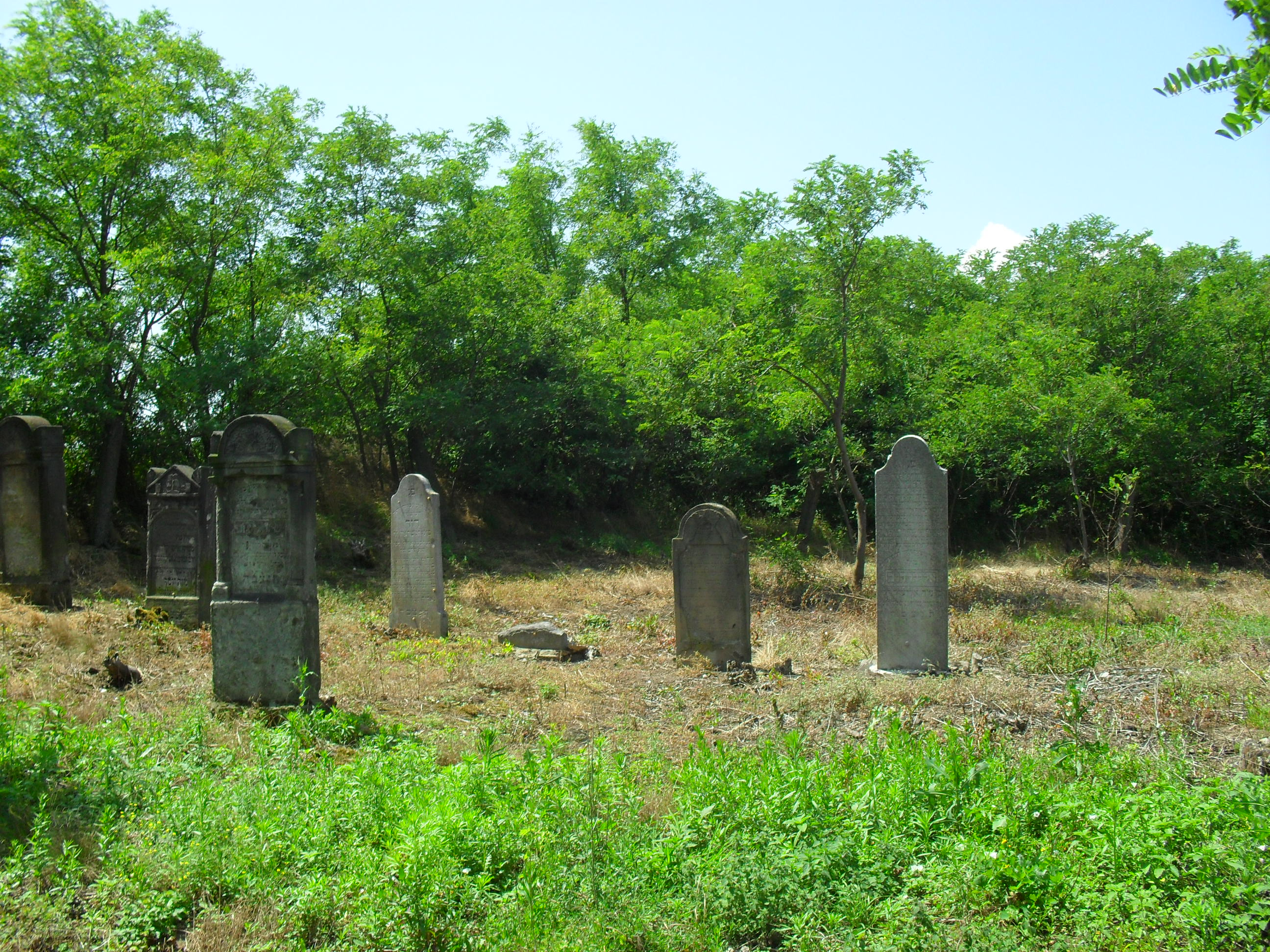
Jüdischer Friedhof in Somotor

Der Jüdische Friedhof in Somotor, einer slowakischen Gemeinde im Bezirk Trebišov, wurde vermutlich im 19. Jahrhundert errichtet.
Der jüdische Friedhof liegt nördlich des Ortes.